# Eupanacra scapularis
Eupanacra scapularis är en fjärilsart som beskrevs av Walker 1856. Eupanacra scapularis ingår i släktet Eupanacra och familjen svärmare. Inga underarter finns listade i Catalogue of Life.